# ورم حليمي مقلوب
الْوَرَمُ الْحَلِيمِيُّ الْمَقْلُوبُ (بالإنجليزية: Inverted papilloma)‏، الْمَعْرُوفَ أَيْضًا بَاسِمُ "Ringertz tumor"، هُوَ نَوْعٌ مِنَ الْوَرَمِ تَنْمُو فِيهِ الْخَلَاَيَا الظِّهَارِيَّةَ السَّطْحِيَّةَ إِلَى أَسْفَلِ نَحوِ النَّسِيجِ الدَّاعِمِ الْأَسَاسِيِّ. قَدْ يَحْدُثُ فِي الْأَنْفِ أَوِ الْجُيُوبُ أَوِ الْمَسَالِكُ الْبَوْلِيَّةُ (الْمَثَانَةَ، حُوَيْضَةَ الْكُلِّيَّةِ، الْحَالِبَ، الْإِحْلِيلَ). عَنْدَمًا يَحْدُثُ فِي الْأَنْفِ أَوِ الْجُيُوبُ الْأَنْفِيَّةُ، فَإِنَّهُ قَدْ يُسَبِّبُ أَعِرَاضًا مُشَابِهَةً لِتِلْكَ الَّتِي يُسَبِّبُهَا اِلْتِهَابُ الْجُيُوبِ الْأَنْفِيَّةِ، مِثْلُ اِحْتِقَانِ الْأَنْفِ. عَنْدَمَا يَحْدُثُ فِي الْمَسَالِكِ الْبَوْلِيَّةِ، فَإِنَّهُ قَدْ يُسَبِّبُ الدَّمُ فِي الْبَوْلِ.

## التاريخ
تَمَّ وَصْفُ الْوَرَمِ الْحَلِيمِيِّ الْمَقْلُوبِ لِأُولِ مَرَّةً مَنْ قَبْلَ نيلس رينغرتس فِي عَامِ 1938. أبْلغ عَنْ مَظْهَرِهَا تَحْتَ الْمِجْهَرِ وَمَيْلِهَا لِلنُّمُوِّ فِي سَدَى النَّسِيجِ الضَّامَ.

## تشخيص المرض
يَتِمُّ تَشْخِيصُ الْوَرَمِ الْحَلِيمِيِّ الْمَقْلُوبِ بِشَكْلِ نِهَائِيِّ عَنْ طَرِيقِ الْفَحْصِ النَّسِيجِيِّ. وَمَعَ ذَلِكَ، قَدْ يُظْهَرُ التَّصْوِيرُ بِالرَّنينِ الْمِغْنَاطِيسِيِّ (MRI) خَاصِّيَّةَ مُمَيَّزَةَ لَهُ تُصَفِّهِ عَلَى أَنَّهُ وَرَمُ مُلَفِّفُ دِمَاغِيُّ الشَّكْلِ. نُشِّرَتْ دِرَاسَةُ اِسْتِعَادِيَّةُ فِي الْمَجَلَّةِ الْأَمْرِيكِيَّةِ لِطِبِّ الْأَشِعَّةِ الْعَصَبِيَّةِ إِلَى أَنَّ تَحْدِيدَ وَرَمِ مُلَفِّفِ دِمَاغِيِّ الشَّكْلِ بَوَاسِطَةَ التَّصْوِيرِ بِالرَّنينِ الْمِغْنَاطِيسِيِّ فِي مَرِيضُ مَصَابٍّ بِوَرَمِ أَنْفِي جَعَلَ تَشْخِيصُ الْوَرَمِ الْحَلِيمِيِّ الْمَقْلُوبِ أَمْرًا مُحْتَمَلًا. ذَكَّرَتِ الدِّرَاسَةُ أَنَّ الْحَسَّاسِيَّةَ وَالنَّوْعِيَّةَ كَانَتْ %100 وَ87% عَلَى التوالي. يُمْكِنُ أَنْ يَتَرَافَقَ الْوَرَمُ الْمُلَفِّفُ دِمَاغِيَّ الشَّكْلِ مَعَ أَوْرَامِ خَبِيثَةِ أُخْرَى أَيْضًا.

## العلاج
اسْتِئْصَالُ الْفَكَّيْنِ الْعَلَوِيَّيْنِ مِنَ الْجِهَةِ الْإِنْسِيَّةِ هُوَ الْعِلَاَجُ الْمُفَضَّلُ.

## صور إضافية

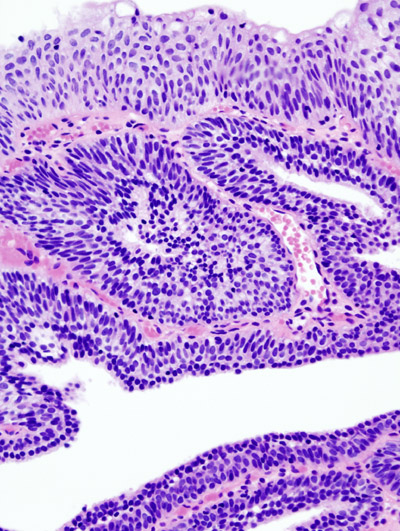
الفحص المجهري لنسيج من ورم حليمي مقلوب في المثانة البولية تم استئصاله بتنظير المثانة. تم استخدام صبغة الهيماتوكسيلين واليوزين.
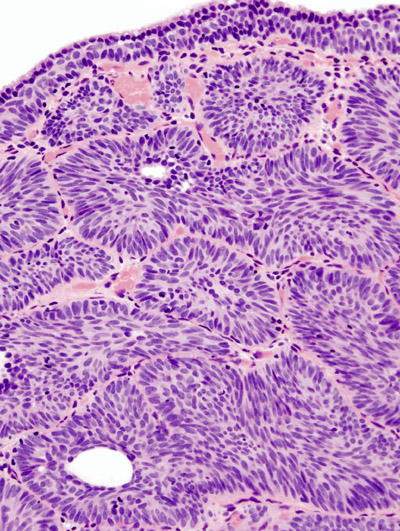
الفحص المجهري لنسيج من ورم حليمي مقلوب في المثانة البولية تم استئصاله بتنظيرالمثانة. تم استخدام صبغة الهيماتوكسيلين واليوزين
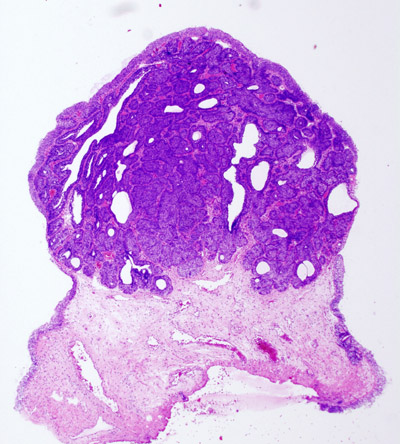
الفحص المجهري لنسيج من ورم حليمي مقلوب في المثانة البولية تم استئصاله بتنظيرالمثانة. تم استخدام صبغة الهيماتوكسيلين واليوزين
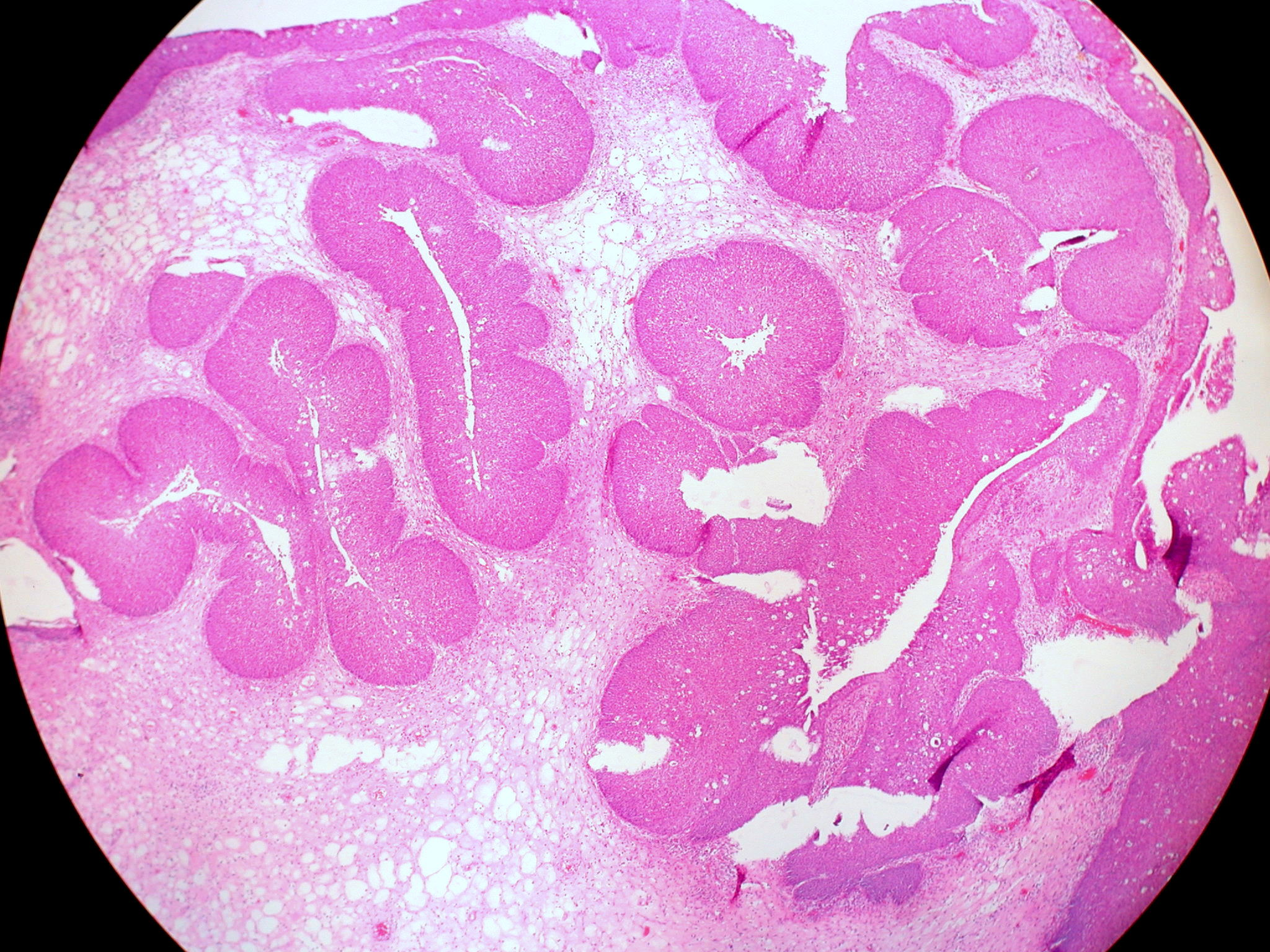
الورم الحليمي شنايدريان المقلوب (Inverted Schneiderian Papilloma) في تجويف الأنف.
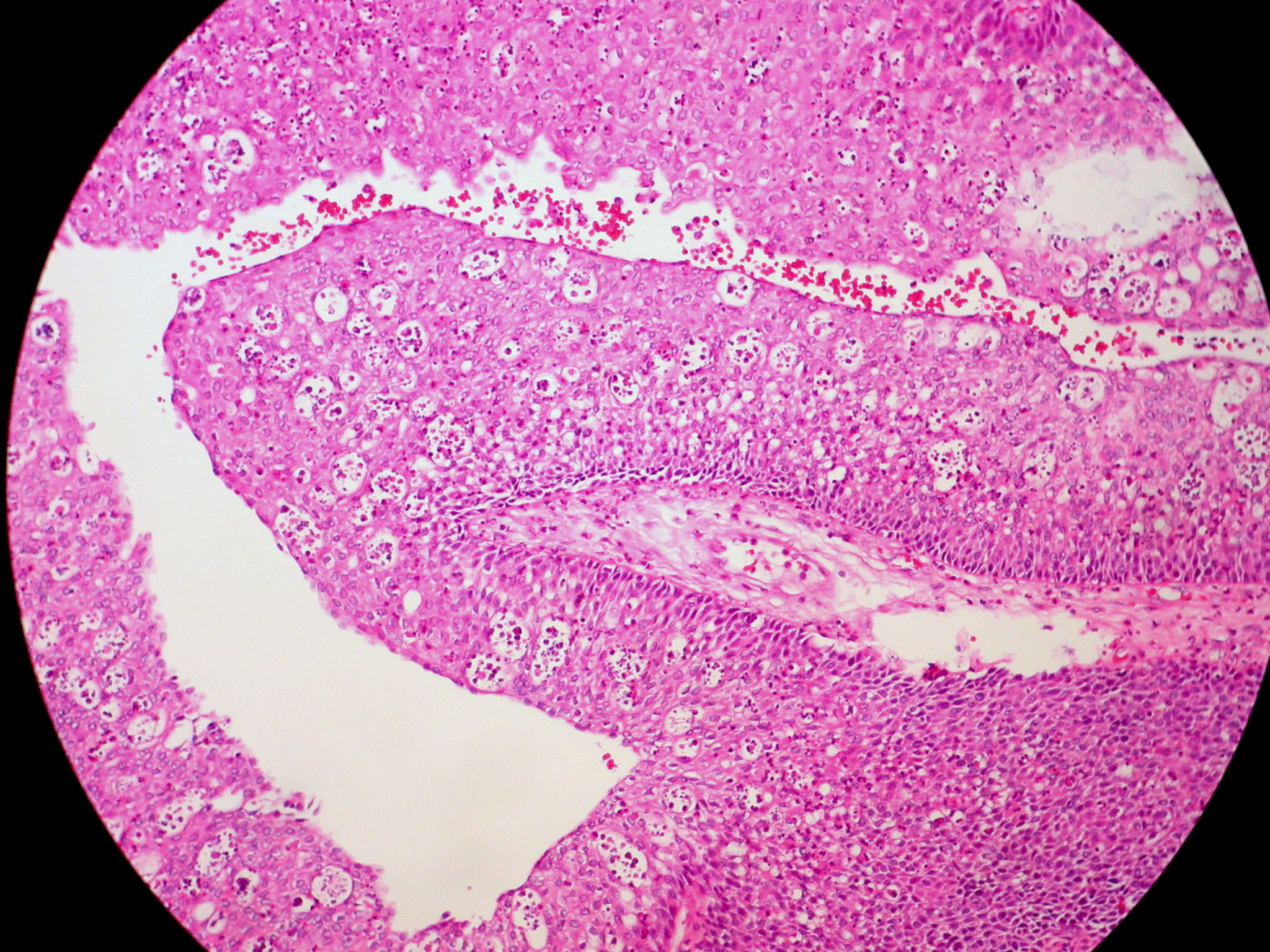
الورم الحليمي شنايدريان المقلوب (Inverted Schneiderian Papilloma) في تجويف الأنف مع خراج دقيق الحجم داخل الظهارة.